# フィリベール・ツィラナナ
フィリベール・ツィラナナ（マダガスカル語: Philibert Tsiranana, 1912年10月18日 - 1978年4月16日）は、マルガシュ共和国（現・マダガスカル）の政治家、初代大統領。マダガスカルでは「独立の父」とも呼ばれ、多くの失政にもかかわらず、現在でも支持者は大変多い。